# N-338
La N-338 o Acceso al Aeropuerto de Alicante-Elche es una carretera nacional española que comunica la Circunvalación de Alicante A-70 con la N-332 pasando por el Aeropuerto de Alicante-Elche.
Su recorrido se inicia en el enlace con la A-70 Circunvalación de Alicante, enlaza con la carretera N-340 y A-79 que unen las poblaciones de Alicante y Elche, continúa pasando por el Aeropuerto de Alicante-Elche y finaliza enlazando con la carretera N-332 junto a El Altet. Este acceso a la carretera de la costa ocasiona altos niveles de tráfico, especialmente en verano. Su recorrido discurre exclusivamente por el término municipal de Elche.
En 2019 se iniciaron las obras del proyecto para duplicar los carriles de la carretera, con el objetivo de aliviar el intenso tráfico, unos 30.000 vehículos diarios, que soporta. Y el día 16 de junio de 2021 fue inaugurada y puesta en servicio la duplicación de esta carretera, pasando a ser autovía.